# バサイ族

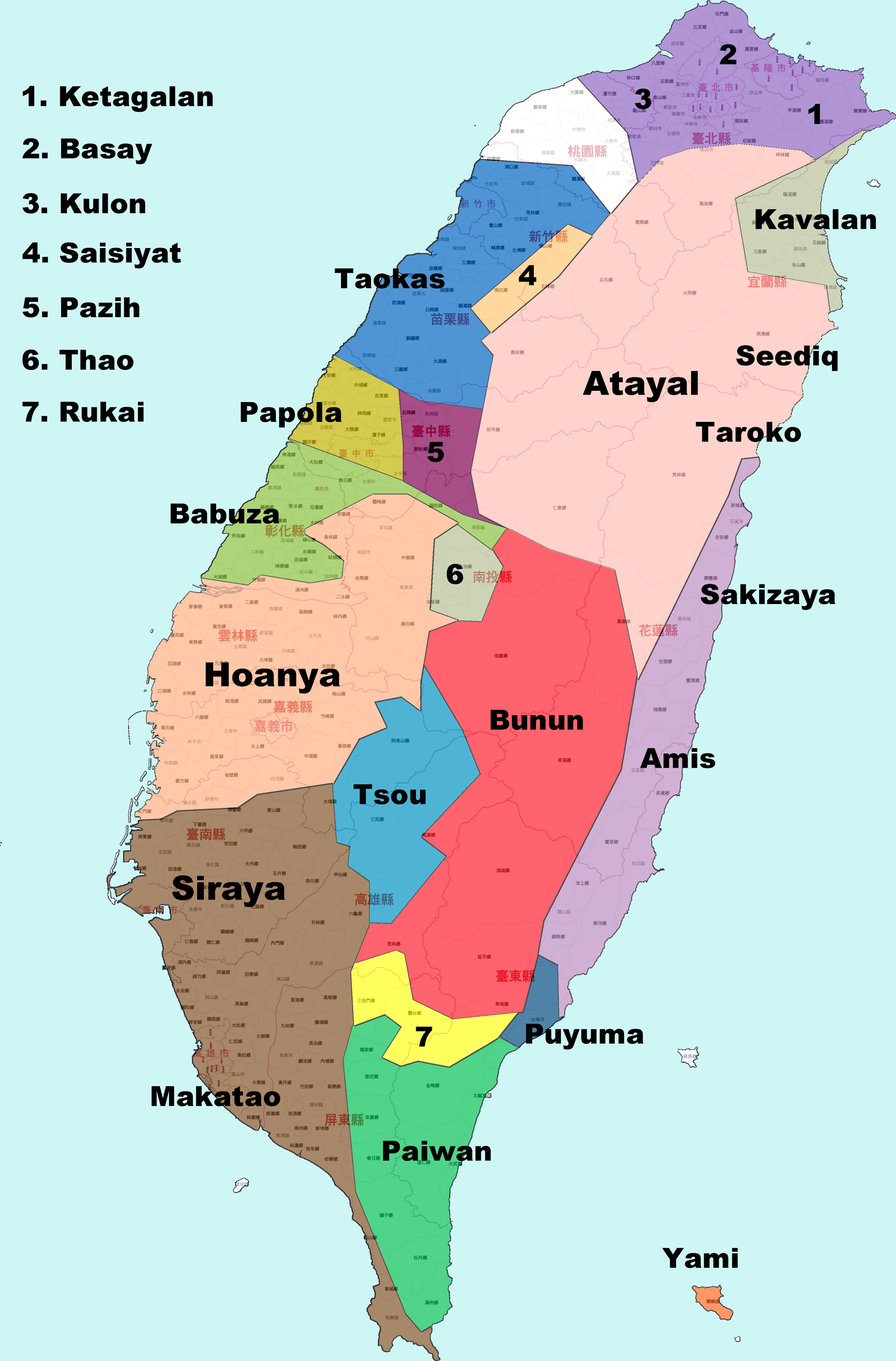
台湾の民族分布。2がバサイ族

バサイ族は台湾先住民に属する民族である。平埔族に分類される。漢字で巴賽族、馬賽族、馬塞族と表記される。台湾の台北市、基隆市、新北市に分布している。かつては台湾諸語のバサイ語を話していた。ケタガラン族の支族とみなされている。